# シメイ (小惑星)
シメイ (1633 Chimay) は、小惑星帯にある小惑星である。
ベルギーの天文学者シルヴァン・アランがウックルのベルギー王立天文台で発見した。
ベルギーのワロン地域にある都市シメイ (Chimay) から命名された。